# José Vicente Barbosa du Bocage
José Vicente Barbosa du Bocage (Funchal, 2 mei 1823 - Lissabon, 3 november 1907) was een Portugese zoöloog en politicus. Hij was een verre neef van de Portugese dichter Manuel Maria de Barbosa du Bocage.

## Biografie
José Vicente Barbosa du Bocage werd geboren op Madeira. Een gedeelte van zijn jeugd bracht hij door in Brazilië. Hij studeerde van 1839 tot 1846 wiskunde en medicijnen aan de Universiteit van Coimbra. In 1849 werd hij aangesteld als plaatsvervangend en korte tijd later als titulair hoogleraar zoölogie aan de polytechnische school van Lissabon, de latere universiteit van Lissabon. Nadien werd hij wetenschappelijk directeur en conservator van de bescheiden afdeling zoölogie van het museum van de koninklijke academie van wetenschappen. Een groot deel van de eens rijke collectie daarvan was tijdens de Franse invasie onder Napoleon Bonaparte verdwenen of door de tijd aangetast. Hij breidde de collectie aanzienlijk uit door de acquisitie, ordening en beschrijving van vele specimens afkomstig uit Portugal zelf en de Portugese overzeese kolonies (Angola, Mozambique, Sao Tomé, Kaapverdië, Portugees Timor) die werden verzameld door natuurvorsers als José d'Anchieta en Francisco Newton. Hij schreef praktische voorschriften over de manier waarop zoölogische specimens moesten verzameld en geprepareerd worden voor het museum. In 1860 slaagde hij erin enkele verzamelingen terug te verwerven die onder de Franse invasie meegenomen waren; daaronder kostbare exemplaren uit Brazilië die verzameld waren door de Braziliaanse natuurvorser Alexandre Rodrigues Ferreira (1756-1815).
Bocage werd in 1878 verkozen als volksvertegenwoordiger. In 1880 trok hij zich uit het academisch-wetenschappelijke milieu terug, maar hij bleef wel directeur van het museum. Hij werd minister van de zeemacht en koloniën en was van 1883 tot 1886 minister van buitenlandse zaken van Portugal. Naar het einde van zijn leven werd hij blind.

## Werken
Bocage schreef meer dan 200 wetenschappelijke artikelen, in hoofdzaak over gewervelden (zoogdieren, reptielen, amfibieën en vissen), maar ook over sponsen, waarvan hij de soorten Hyalonema (Leptonema) lusitanicum, Latrunculia (Latrunculia) cratera en Podospongia loveni beschreef.
Samen met zijn leerling Felix de Brito Capello beschreef hij de haaiensoorten die voorkwamen voor de kust van Portugal, waaronder enkele nieuwe soorten (mestandijshaai, Portugese ijshaai, langsnuitijshaai, Portugese zwelghaai). 
In 1864 beschreef hij de goudstreepsalamander en in 1873 publiceerde hij een studie over de hagedissensoort Macroscincus coctei. Het enige bekende exemplaar van deze soort was in 1809 uit het museum van het nationaal paleis Ajuda in Lissabon naar Parijs gebracht waar het was beschreven door de Fransen Duméril en Bibron. Bocage slaagde erin de habitat van deze soort te bepalen; ze kwam enkel voor op twee kleine Kaapverdische eilanden, Branco en Razo. De soort is later uitgestorven.
In 1881 verzamelde hij zijn werk van tientallen jaren in een overzicht van de ornithologie van Angola, waarin hij 673 soorten vogels beschreef waarvan naar zijn inzichten 50 nieuwe, zoals de Angolese leeuwerik, de witvleugelspreeuw en de pijlstaartglansspreeuw. In 1895 verscheen een gelijkaardig overzicht van de herpetologie van Angola.

## Eerbetoon
Naar Bocage zelf zijn diverse diersoorten vernoemd zoals de kleine olijfgroene ibis (Bostrychia bocagei), de Noordwest-Iberische hagedis (Podarcis bocagei) en de kikkersoort Leptopelis bocagii. Als eerbetoon werd de zoölogische afdeling van het museum van Lissabon in 1905 omgedoopt tot Museu José Vicente Barboza du Bocage.